# Irak Suwajdan
Irak Suwajdan (arab. عراق سويدان) – nieistniejąca już arabska wieś, która była położona w Dystrykcie Gazy w Mandacie Palestyny. Wieś została wyludniona i zniszczona podczas I wojny izraelsko-arabskiej (al-Nakba), po ataku Sił Obronnych Izraela w dniu 9 listopada 1948.

## Położenie
Irak Suwajdan leżała na pograniczu wzgórz Szefeli z nadmorską równiną, na północny wschód od miasta Gaza. Według danych z 1945 do wsi należały ziemie o powierzchni 7 529 ha. We wsi mieszkało wówczas 660 osób.
| własność gruntów | powierzchnia gruntów (hektary) |
| ---------------- | ------------------------------ |
| Arabowie         | 7 380                          |
| Żydzi            | 0                              |
| publiczne        | 149                            |
| Razem            | 7 529                          |

| Rodzaj użytkowanych gruntów | Arabowie (hektary) | Żydzi (hektary) |
| --------------------------- | ------------------ | --------------- |
| uprawy nawadniane           | 9                  | 0               |
| uprawy zbóż                 | 7 329              | 0               |
| nieużytki                   | 156                | 0               |
| zabudowane                  | 35                 | 0               |

## Historia

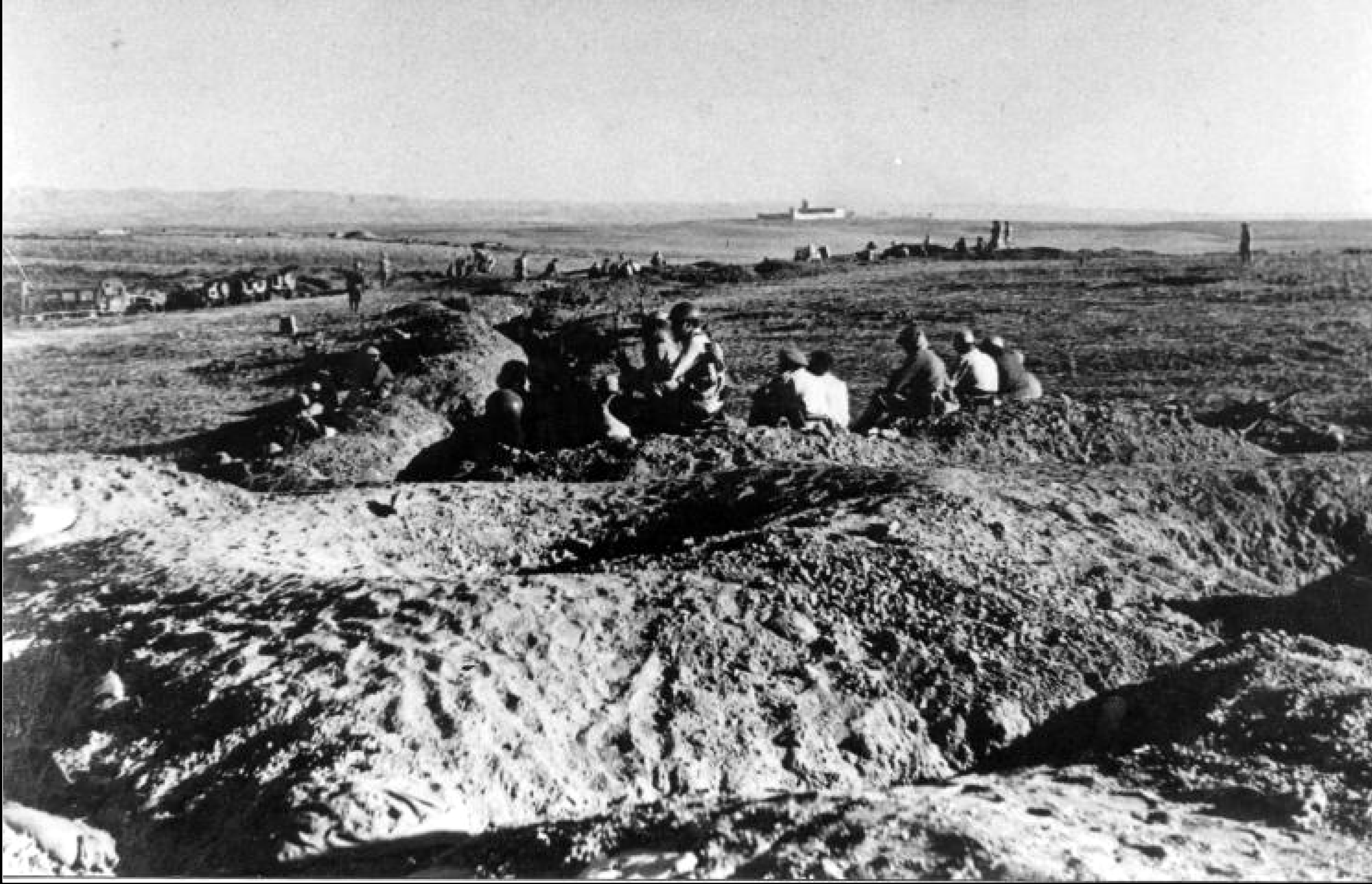
Izraelscy żołnierze przy Irak Suwajdan, listopad 1948

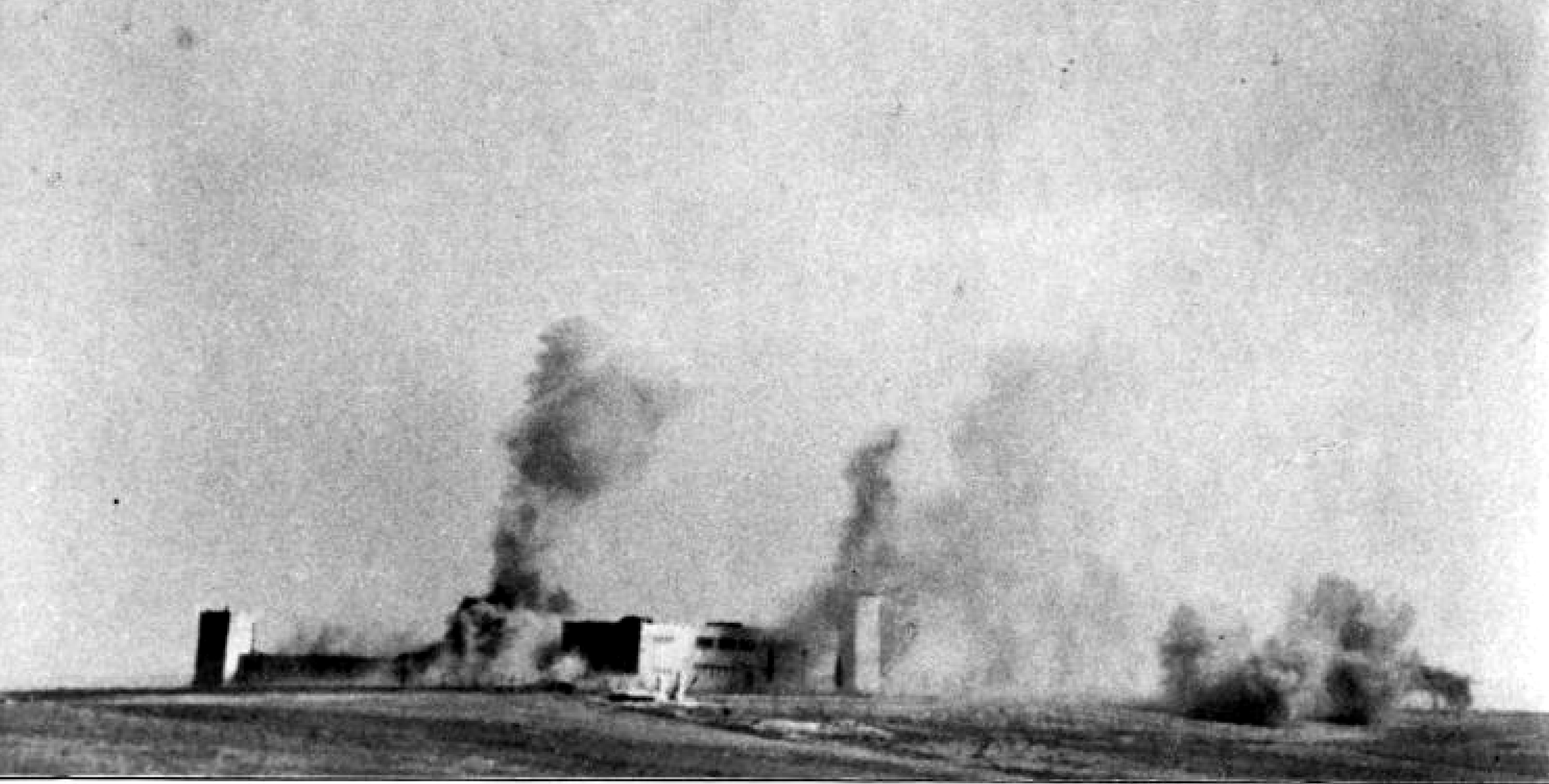
Bombardowanie fortu Irak Suwajdan, 9 listopada 1948

W 1596 Irak Suwajdan była średniej wielkości wsią.
W okresie panowania Brytyjczyków Irak Suwajdan rozwijała się jako niewielka wieś. Istniał tutaj fort brytyjskiej policji mandatowej. W 1947 otworzono tutaj szkołę podstawową dla chłopców, w której uczyło się 104 uczniów.
Podczas wojny o niepodległość w dniu 15 maja 1948 brytyjskie władze mandatowe przekazały lokalny fort policji (fort Tegart) pod kontrolę miejscowej ludności arabskiej. Izraelczycy przeprowadzili osiem nieudanych szturmów na ten fort, który kontrolował strategiczne drogi w północno-zachodniej części pustyni Negew. Fort był ostrzeliwany przez artylerię i bombardowany z powietrza. Upadł dopiero 9 listopada. W trakcie walk wieś została doszczętnie zniszczona. Mieszkańcy uciekli, a pozostałych wypędzono.

## Miejsce obecnie
Na gruntach należących do Irak Suwajdan powstał w 1953 moszaw Jad Natan, w 1955 Ozem, a w 1956 kibuc Sede Jo’aw.
Palestyński historyk Walid Chalidi, tak opisał pozostałości wioski Irak Suwajdan: „Widoczne są kaktusy i pozostałości basenu. Wyraźnie rozpoznawalne są dwie stare ulice, jedna przechodząca przez wieś, a druga przez pole. Brytyjski fort jest użytkowany i obecnie nazywa się Metzodat Jo’aw”.